# Thomas Fonnesbæk

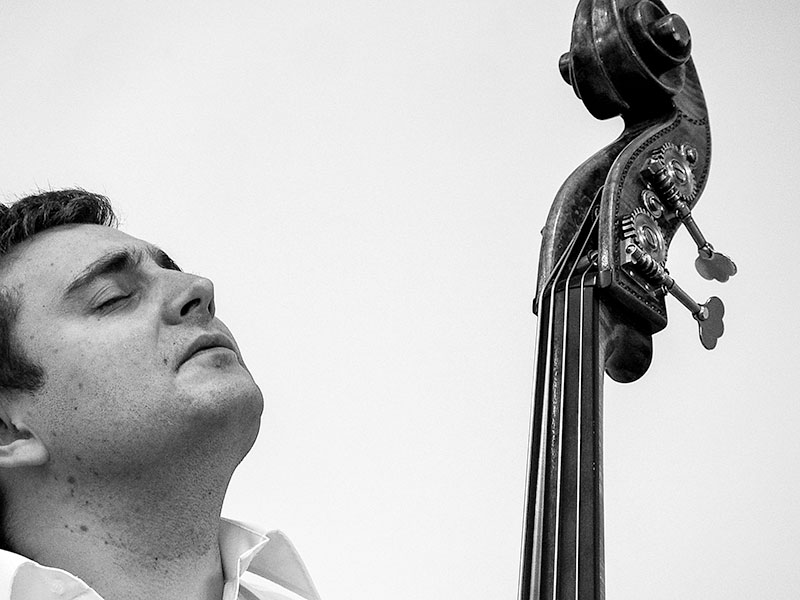
Thomas Fonnesbæk
Aarhus 2014

Thomas Fonnesbæk (* 1977 in Helsingør) ist ein dänischer Jazzmusiker (Kontrabass, auch Komposition).

## Leben und Wirken
Fonnesbæk begann mit zwölf Jahren, Kontrabass zu spielen; in den folgenden Jahren  hatte er Privatunterricht bei Bo Stief, Jens Melgaard, Niels-Henning Ørsted Pedersen, Mette Hanskov und Ole Kock Hansen. Er studierte bis 1998 am Rytmisk Musikkonservatorium; anschließend war er als freischaffender Musiker tätig. 1998/99 spielte er zudem im Lyngby-Taarbæk Symfoniorkester.
Ab den späten 1990er Jahren arbeitete Fonnesbæk in der skandinavischen Jazzszene; erste Aufnahmen entstanden 1999 mit dem Peter Poulsen Sextet (Twelve Blocks Down). In den folgenden Jahren gehörte u. a. den Bands von Jacob Christoffersen, Kristian Jørgensen, Lars Jansson, Nikolaj Bentzon und Thomas Clausen an. 2012 nahm er mit Lars Jansson (Piano) und Paul Svanberg (Schlagzeug) in Schweden sein Debütalbum Sound of My Colors (Prophone) auf, gefolgt von der Produktion Where We Belong (2015) in gleicher Besetzung. 2015 veröffentlichte er mit der Sängerin Sinne Eeg das Duoalbum Eeg – Fonnesbaek (Stunt). Im Bereich des Jazz war er zwischen 1999 und 2019 an 34 Aufnahmesessions beteiligt, außer den Genannten mit Alex Riel, Thomas Maintz und Mariane Bitran. 2018 legte er mit Enrico Pieranunzi bei Stunt Records das Duoalbum Blue Waltz vor, dem 2021 The Real You folgte. Fonnesbæk lebt in Kopenhagen.
Gemeinsam mit seinem Basskollegen Anders AC Christensen wurde Fonnesbæk 2021 mit dem Ben Webster Prize ausgezeichnet.